# 人物誌 (用戶體驗)
人物誌（英語：Persona）又稱用戶畫像，由阿兰·库珀提出，是一種在行銷規劃或商業設計上描繪目標用戶的方法，經常有多種組合，方便規劃者用來分析並設定其針對不同用戶類型所開展的策略。
人物誌當中，簡單者可能僅具有年紀、職業和一段基本敘述，複雜者可能具有人口、態度、收入、使用物品、喜好與行為方式等等具體描繪的事物。一張人物誌的人物名稱，多半都是虛構的，且名字簡短，可讀，容易記憶。人像有時採用素描人像的方式，有時則以接近的圖庫模特兒取代。
目前人物誌的方法也廣泛用於軟體設計、廣告設計、新科技開發與新市場定位等領域。其最著要的用處還是將人物角色接合市場區隔策略之後，帶出說服力。經常對最終規劃決策有幫助。例如服務、產品與互動空間上都能引導出有效的討論，對於大型專案如一個以用戶為中心的軟體工程開發，則可以使得開發方向有一個具體目標，人物誌的方法已經被認為是互動設計的一部分，且在網路行銷規劃中是一常見的名詞。

## 參看
- 用例：軟體工程或系統工程中對系統如何反應外界請求的描述，是一種通過用戶的使用場景來獲取需求的技術。
- 市場劃分：是經濟學和市場學的一種概念，指將個人或機構客戶按照一個或幾個特點分類，使每類具有相似的產品服務需求。

## 外部連結
- Usability.gov上關於人物誌的解說 （页面存档备份，存于）
- 科技溝通協會度對於人物誌的描述 （页面存档备份，存于）
- Ad-Hoc Personas & Empathetic Focus唐·諾曼的學術論文
- Making Personas More Powerful 由喬治·奧森（George Olsen）撰寫
- （英文） Free Persona Creator at UsabilityTools.com